# Кетрін Фокс
Кетрін Фокс (англ. Catherine Fox, 15 грудня 1977) — американська плавчиня.
Олімпійська чемпіонка 1996 року.
Чемпіонка світу з водних видів спорту 1998 року.
Переможниця Пантихоокеанського чемпіонату з плавання 1997 року.
Переможниця Панамериканських ігор 1995 року.